# Euspilotus pipitzi
Euspilotus pipitzi är en skalbaggsart som först beskrevs av Sylvain Auguste de Marseul 1887.  Euspilotus pipitzi ingår i släktet Euspilotus och familjen stumpbaggar. Inga underarter finns listade i Catalogue of Life.